# مایلز اوکیف
مایلز اوکیف (انگلیسی: Miles O'Keeffe؛ زادهٔ ۲۰ ژوئن ۱۹۵۴) ورزشکار سابق و بازیگر اهل ایالات متحده آمریکا است.
مایلز دانش‌آموختهٔ آکادمی نیروی هوایی ایالات متحده آمریکا و یک ستارهٔ فوتبال آمریکایی است که در پست‌های هافبک و دفاع آخر بازی می‌کرد و برای دانشگاه ایالتی میسیسیپی هم به میدان رفته‌است. او مدتی نیز به تحصیل در رشته‌های علوم سیاسی و روان‌شناسی پرداخت و مشاور زندان‌های ایالت تنسی گردید. مایلز مدتی نیز به‌طور نیمه‌حرفه‌ای به راگبی پرداخته‌است.
او هفدهمین بازیگر نقش تارزان در سینماست و در تارزان مرد گوریلی در این نقش ظاهر شد.
از فیلم‌های دیگر او می‌توان به شمشیر شجاعت، آتور جنگنجوی آهنین، پوکاهانتس و آتور شکست‌ناپذیر اشاره کرد.